# Telmisartan
Telmisartan je antagonist angiotenzin II receptora (blokator angiotenzinskog receptora, ARB) koji se koristi u tretmanu hipertenzije. On je u prodaji pod imenom Micardis (kompanija Boehringer Ingelheim), između ostalog.

## Indication
Telmisartan je indiciran za tratman hipertenzije.